# Houston Hurricane
Houston Hurricane is een voormalige Amerikaanse voetbalclub uit Houston, Texas. De club werd opgericht in 1978 en later dat seizoen opgeheven. Het thuisstadion van de club was het Astrodome dat plaats bood aan 45.000 toeschouwers. Ze speelden drie seizoenen in de North American Soccer League. Daarin werden geen aansprekende resultaten behaald.